# Liste der Billboard-Chartsongs (1949)
Die Liste der Singles in den Billboard-Charts (1949) ist eine vollständige Liste der Songs, die sich im Kalenderjahr 1949 in den von Billboard veröffentlichten Charts der USA platzieren konnten.
Bei der Aufstellung ist zu beachten, dass sich in den Billboard-Charts A- und B-Seite eines Tonträgers auch einzeln platzieren konnten; in diesem Fall werden sie in dieser Liste entsprechend separat aufgeführt. Die Angaben zur Anzahl der Wochen sowie der Bestplatzierung entsprechen dem Zeitrahmen des jeweiligen Kalenderjahres und bilden somit nur eine Teilstatistik ab. In diesem Jahr platzierten sich insgesamt 210 Songs. 

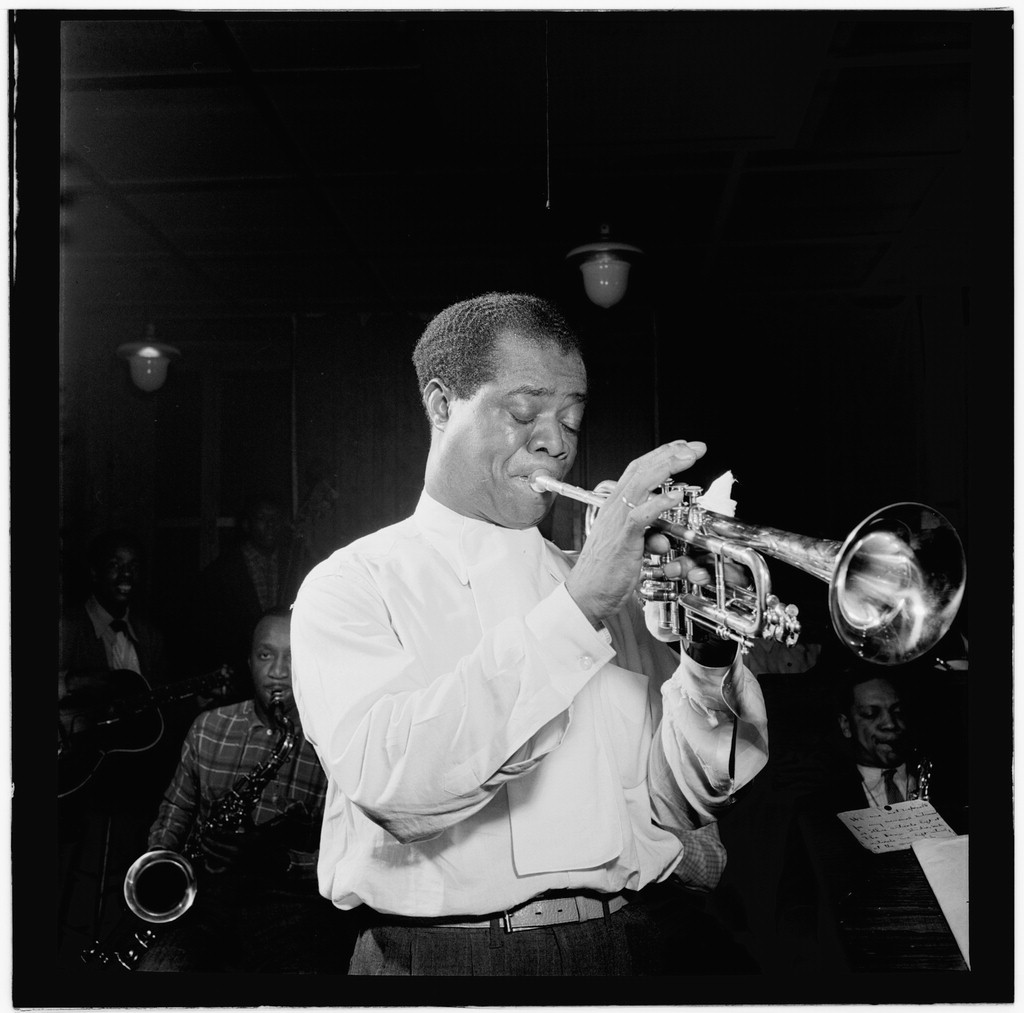
Louis Armstrong, Carnegie Hall, New York., ca. April 1947. Foto von William P. Gottlieb

Ende der 1940er-Jahre begann der Aufstieg des Rhythm & Blues im Publikumsgeschmack; Anfang Juni 1949 führte das Billboard Magazin eine separate Hitparade (Chart) für dieses Genre ein. Diese Musik wurzelt im Süden der USA, entstanden war sie im urbanen Norden. Mit populären Figuren dieses Genres wie Count Basie, Ray Charles, den Ink Spots und anderen gelangte diese Musik näher an den Mainstream und erfuhr landesweite Aufmerksamkeit eines gemischtrassigen Publikums. Etwas weitere vom Zentrum stand die Musik des ländlichen Amerikas, genannt Country, Country & Western oder einfach Hillbilly Musik. Der Rundfunk trug viel zum Erfolg dieser Musikrichtung bei; jüngere Sänger erobern ein breites Publikum. Des Weiteren etablierte sich auch der Mainstream oder Traditionelle Pop, mit Cross Over Künstlern. Sänger wie Louis Armstrong, Patti Page und Tony Bennett sollten in den frühen 1950er-Jahren landesweite Popularität erfahren.

## Tabelle
| Interpret                                                                                               | Titel Autor(en) | Charteinstieg | Wochen | HP | Labelnummer               | Bemerkungen |
| --- | --- | ------------- | ------ | -- | ------------------------- | --- |
| The Ames Brothers with Orchestra                                                                        | You, You, You Are the One Tetos Demey, Milton Leeds, Fred Wise                                                               | 26.02.1949    | 4      | 23 | Coral 60 015              | Nach ihrem Vertragsabschluss mit RCA hatten The Ames Brothers gleich mit ihrer ersten Veröffentlichung einen Charterfolg. |
| Patty Andrews & Bob Crosby with Orchestra                                                               | The Pussy Cat Song (Nyow! Nyot Nyow!) Dick Manning                                                                           | 22.01.1949    | 6      | 12 | Decca 24 533              | Nachdem Patty Andrews, Mitglied der Andrews Sisters auch als Solistin auftrat, legte sie 1948 mit Bob Crosby das Duett The Pussy Cat Song vor. |
| The Andrews Sisters with Gordon Jenkins & his Orchestra                                                 | I Can Dream, Can't I? Sammy Fain, Irving Kahal                                                                               | 24.09.1949    | 14     | 2  | Decca 24 705              | |
| The Andrews Sisters with Russ Morgan & his Orchestra                                                    | Charley My Boy Gus Kahn, Ted Fio Rito                                                                                        | 17.12.1949    | 1      | 17 | Decca 24 812              | B-Seite von She Wore a Yellow Ribbon. Der aus den 1920er-Jahren stammende und durch Eddie Cantor und Billy Murray populäre Song wurde 1949/50 auch von Jimmy Dorsey, Ben Poillack und Louis Prima gecovert. |
| The Andrews Sisters with Russ Morgan & his Orchestra                                                    | Now! Now! Now! Is the Time George Howe, Bobby Burns                                                                          | 16.07.1949    | 1      | 21 | Decca 24 664              | |
| The Andrews Sisters with Russ Morgan & his Orchestra                                                    | She Wore a Yellow Ribbon (From Argosy-Production "She Wore a Yellow Ribbon") M. Ottner                                       | 10.12.1949    | 1      | 22 | Decca 24 812              | Version des Stückes aus der Argosy-Produktion Der Teufelshauptmann (1949) von John Ford. |
| Louis Armstrong with Gordon Jenkins & his Orchestra & Chorus                                            | That Lucky Old Sun (Just Rolls Around Heaven All Day) Beasley Smith, Haven Gillespie                                         | 22.10.1949    | 3      | 24 | Decca 24 752              | |
| Eddy Arnold & his Tennessee Plowboys                                                                    | Bouquet of Roses Steve Nelson, Bob Hilliard                                                                                  | 22.01.1949    | 1      | 26 | Victor 20-2806            | Eddy Arnolds Interpretation von Bouquet of Roses, einem von vielen gesungenen Liebeslied, war ein früher Country-Pop-Crossover-Song. |
| Eddy Arnold, the Tennessee Cowboy & his Guitar                                                          | One Kiss Too Many Steve Nelson, Ed Nelson, Eddy Arnold                                                                       | 28.05.1949    | 1      | 27 | Victor 21-0051            | |
| Gene Autry with Vocal Group                                                                             | Here Comes Santa Claus (Down Santa Claus Lane) Gene Autry, Oakley Haldeman, Harriett Melka                                   | 01.01.1949    | 2      | 8  | Columbia 37 942           | |
| Gene Autry & The Pinafores with Orchestral Accompaniment                                                | Rudolph, the Red-Nosed Reindeer Johnny Marks                                                                                 | 03.12.1949    | 4      | 4  | Columbia 38 610           | |
| Blue Lu Barker with Orchestra                                                                           | A Little Bird Told Me Harvey O. Brooks                                                                                       | 08.01.1949    | 5      | 16 | Capitol 15 308            | Louisa „Blue Lu“ Barker war berühmt für ihre suggestiven Songs wie Don't You Feel My Leg und ihr damenhaftes Verhalten. |
| Blue Barron & his Orchestra, Vocal by Clyde Burke                                                       | You Were Only Fooling Larry Fotin, Fred Meadows, William E. Faber                                                            | 01.01.1949    | 4      | 16 | MGM 10 185                | Der Billboard lobte 1948: „Clyde Burkes tief empfundene Stimme zu dieser einfachen Melodie mit altmodischer Ausstrahlung ist ein Hit der Ballade. Die von einem effektiven Posaunenchor unterstrichene Band-Begleitung trägt die sentimentale Stimmung.“ |
| Blue Barron & his Orchestra, Vocal by Ensemble                                                          | Cruising Down the River Eily Beadell, Nellie Tollerton                                                                       | 29.01.1949    | 19     | 1  | MGM 10 346                | |
| Blue Barron & his Orchestra, Vocal by Ensemble                                                          | Whose Girl Are You Joseph Durlak, Albert Gamse                                                                               | 02.07.1949    | 1      | 25 | MGM 10 412                | |
| Tex Beneke & his Orchestra, Vocal Refrain by Glenn Douglas                                              | I Can Dream, Can't I Irving Kahal, Sammy Fain                                                                                | 26.11.1949    | 3      | 27 | Victor 20-3553            | |
| Ray Bolger with Sy Oliver & his Orchestra & Chorus                                                      | Once In Love With Amy (From Musical Production "Where's Charley") Frank Loesser                                              | 23.04.1949    | 7      | 16 | Decca DU 40 065           | Version des Stückes aus dem Broadway-Musical Where's Charley? (1948). |
| Brother Bones & his Shadows                                                                             | Sweet Georgia Brown Ben Bernie, Maceo Pinkard, Kenneth Casey                                                                 | 15.01.1949    | 12     | 10 | Tempo TR 652              | Die Pfeif-Version des Jazzklassikers Sweet Georgia Brown mit der ungewöhnlichen Perkussion auf Kuhrippen von Brother Bones & His Shadows (eigentlich Freeman Davis) wurde drei Jahre später die Erkennungsmelodie der Harlem Globetrotters. |
| Les Brown & his Orchestra                                                                               | I've Got My Love to Keep Me Warm Irving Berlin                                                                               | 01.01.1949    | 15     | 7  | Columbia 38 324           | Version des Songs aus dem Musicalfilm Gehn wir bummeln (On the Avenue (1937), Regie Roy Del Ruth), mit Dick Powell and Alice Faye, die das Lied auch vorstellen. 1948 wurde der Song auch von Hadda Brooks, den Mills Brothers und Kay Starr (mit Buzz Adlam) interpretiert. |
| Frankie Carle & his Orchestra, Vocal Chorus by Marjorie Hughes & The Sunrise Serenaders                 | Cruising Down the River (On a Sunday Afternoon) Eily Beadell, Nellie Tollerton                                               | 30.04.1949    | 1      | 28 | Columbia 38 411           | Eine weitere Coverversion von Cruising down the River; Russ Morgan hatte mit dem nostalgischen Walzer einen #1 Hit. |
| Buddy Clark with Harry Zimmerman & his Orchestra                                                        | You're Breaking My Heart Pat Genaro, Sunny Skylar                                                                            | 10.09.1949    | 13     | 9  | Columbia 38 546           | You’re Breaking My Hear wurde 1949 erfolgreich von Vic Damone gecovert. |
| Buddy Clark with the Girl Friends & Ted Dale & his Orchestra                                            | A Dreamer's Holiday Kim Gannon, Mabel Wayne                                                                                  | 12.11.1949    | 5      | 18 | Columbia 38 599           | |
| Perry Como with Choir & Organ directed by Mitchell Ayres                                                | Ave Maria Franz Schubert | 24.12.1949    | 1      | 30 | Victor 52-0071            | |
| Perry Como with Choir & Organ directed by Mitchell Ayres                                                | The Lords's Prayer Albert Hay Malotte                                                                                        | 17.12.1949    | 2      | 28 | Victor 52-0071            | B-Seite von Ave Maria. |
| Perry Como with the Fontane Sisters                                                                     | N'yot N'yow (The Pussycat Song) Dick Manning                                                                                 | 22.01.1949    | 6      | 21 | Victor 20-3288            | Comos Background-Sängerinnen, The Fontane Sisters, hatten 1955 einen Hit mit dem gleichen Titel, doch war dies ein komplett unterschiedlicher Song. |
| Perry Como & the Fontane Sisters with Mitchell Ayres & his Orchestra                                    | "A" - You're Adorable (The Alphabet Song) Buddy Kaye, Fred Wise, Sid Lippman                                                 | 09.04.1949    | 15     | 4  | Victor 20-3381            | |
| Perry Como & the Fontane Sisters with Mitchell Ayres & his Orchestra                                    | A Dreamer's Holiday Kim Gannon, Mabel Wayne                                                                                  | 22.10.1949    | 10     | 5  | Victor 20-3543            | |
| Perry Como & the Fontane Sisters with Mitchell Ayres & his Orchestra                                    | I Wanna Go Home (With You) Joe Candullo, Jack Joyce                                                                          | 03.12.1949    | 2      | 22 | Victor 20-3586            | |
| Perry Como with Henri René & his Orchestra                                                              | Far Away Places Alex Kramer, Joan Whitney                                                                                    | 15.01.1949    | 16     | 6  | Victor 20-3316            | |
| Perry Como with Henri René & his Orchestra & Chorus                                                     | Blue Room (From the MGM-Picture "Words and Music") Lorenz Hart, Richard Rodgers                                              | 26.02.1949    | 3      | 18 | Victor 20-3329            | Version des Stückes aus der MGM-Produktion Words and Music, die auf der Biografie der Broadway-Komponisten Lorenz Hart und Richard Rodgers basiert. Der Originalsong stammt aus dem 1926 veröffentlichten Musical The Girl Friend. |
| Perry Como with Mitchell Ayres & his Orchestra                                                          | Bali H'ai (From the Musical Production "South Pacific") Oscar Hammerstein II, Richard Rodgers                                | 21.05.1949    | 16     | 5  | Victor 20-3402            | B-Seite von Some Enchanted Evening. |
| Perry Como with Mitchell Ayres & his Orchestra                                                          | Give Me Your Hand Dorothy Stewart                                                                                            | 17.09.1949    | 1      | 25 | Victor 20-3521            | |
| Perry Como with Mitchell Ayres & his Orchestra                                                          | I Don't See Me In Your Eyes Anymore Bennie Benjamin, George David Weiss                                                      | 14.05.1949    | 15     | 11 | Victor 20-3347            | B-Seite von Forever And Ever. |
| Perry Como with Mitchell Ayres & his Orchestra                                                          | Just One Way To Say I Love You (From the Musical Production "Miss Liberty") Irving Berlin                                    | 09.07.1949    | 2      | 23 | Victor 20-3469            | Aus dem Broadway-Musical Miss Liberty. |
| Perry Como with Mitchell Ayres & his Orchestra                                                          | Some Enchanted Evening (From the Musical Production "South Pacific") Oscar Hammerstein II, Richard Rodgers                   | 30.04.1949    | 26     | 1  | Victor 20-3402            | |
| Perry Como with Mitchell Ayres & his Orchestra & Chorus                                                 | Forever And Ever Malia Rosa, Franz Winkler                                                                                   | 19.03.1949    | 25     | 3  | Victor 20-3347            | Die Musik basiert auf dem 1930 erschienenen deutschsprachigen Schlager Fliege mit mir in die Heimat aus der Feder des österreichischen Komponisten Franz Winkler. |
| Perry Como with Chorus & Mitchell Ayres & his Orchestra                                                 | Let's Take An Old-Fashioned Walk (From the Musical Production "Miss Liberty") Irving Berlin                                  | 16.07.1949    | 10     | 15 | Victor 20-3469            | B-Seite von Just One Way To Say I Love You; aus dem Broadway-Musical Miss Liberty. |
| Don Cornell & Laura Leslie with Sammy Kaye & his Orchestra                                              | Baby, It's Cold Outside (From the MGM-Film "Neptune's Daughter") Frank Loesser                                               | 02.07.1949    | 10     | 13 | Victor 20-3448            | Version des Stückes aus der MGM-Produktion Neptuns Tochter (1949, Regie Edward Buzzell), in dem der Song von Ricardo Montalban und Esther Williams sowie von Red Skelton und Betty Garrett vorgestellt wird. |
| Bing Crosby with Fred Waring & his Pennsylvanians & the Glee Club                                       | Way Back Home Al Lewis, Tom Waring                                                                                           | 19.11.1949    | 2      | 21 | Decca 24 800              | Mit vollem Titel ließ der Song A Horse That Knows the Way Back Home. |
| Bing Crosby with John Scott Trotter & his Orchestra                                                     | Bali H'ai (From Musical Production "South Pacific") Richard Rodgers, Oscar Hammerstein II                                    | 18.06.1949    | 5      | 19 | Decca 24 609              | |
| Bing Crosby with John Scott Trotter & his Orchestra                                                     | Some Enchanted Evening (From Musical Production "South Pacific") Richard Rodgers, Oscar Hammerstein II                       | 28.05.1949    | 20     | 5  | Decca 24 609              | B-Seite von Bali H'ai. |
| Bing Crosby with Judd Conlon's Rhythmaires & Perry Botkin's String Band                                 | Dear Hearts And Gentle People Bob Hilliard, Sammy Fain                                                                       | 03.12.1949    | 3      | 14 | Decca 24 798              | B-Seite von Mule Train. Auch Doris Day, Jim Reeves, Bob Crosby and the Bobcats, Gordon MacRae und Dinah Shore coverten den Country-Song in dieser Zeit. |
| Bing Crosby with the Ken Darby Choir                                                                    | Far Away Places Joan Whitney, Alex Kramer                                                                                    | 08.01.1949    | 18     | 2  | Decca 24 532              | Ein Song, den 1949 auch Perry Como, Dennis Day (in der Jack Benny Show) und Margaret Whiting vorlegten. |
| Bing Crosby with Ken Darby Singers & John Scott Trotter & his Orchestra                                 | White Christmas (1946) Irving Berlin                                                                                         | 01.01.1949    | 5      | 6  | Decca 23 778              | Der Lyriker Carl Sandburg schrieb: „Wenn wir White Christmas singen, hassen wir niemanden.“ |
| Bing Crosby & Instrumental Accompaniment directed by Perry Botkin                                       | Careless Hands Carl Sigman, Bob Hilliard                                                                                     | 04.06.1949    | 4      | 21 | Decca 24 616              | Der Song war 1949 auch in den Fassungen von Bob and Jeanne (Decca), Sammy Kaye (RCA Victor), Tex Ritter und Mel Tormé (beide Capitol) populär. |
| Bing Crosby & Instrumental Accompaniment directed by Perry Botkin                                       | Riders In The Sky - A Cowboy Legend stan Jones                                                                               | 14.05.1949    | 6      | 14 | Decca 24 618              | Auch Vaughn Monroe und Peggy Lee coverten Riders in the Sky in diesem Jahr. |
| Bing Crosby with Perry Botkin's String Band                                                             | Mule Train (Featured in Republic-Picture "Singing Guns") Johnny Lange, Hy Heath, Fred Glickman                               | 19.11.1949    | 6      | 5  | Decca 24 798              | Version des Stückes aus der Republic-Produktion Rauchende Pistolen, in dem der Song von Vaughn Monroe vorgestellt wird. |
| Bing Crosby with Victor Young & his Orchestra                                                           | Galway Bay Arthur Colahan | 22.01.1949    | 17     | 3  | Decca 24 295              | Auch der irische Tenor Josef Locke (1917-1999) nahm den Song in dieser Zeit auf. |
| Xavier Cugat & his Orchestra, Vocal Chorus by Gilbert, Aladdin & Monero                                 | Cuanto le gusta (From "A Date With Judy") Ray Gilbert, Gabriel Ruiz                                                          | 01.01.1949    | 1      | 27 | Columbia 38 239           | Version des Stückes aus der MGM-Produktion Wirbel um Judy (1948) von Richard Thorpe; in der Filmversion sang Carmen Miranda unter Orchesterbegleitung von Xavier Cugat. |
| Vic Damone with Glenn Osser & his Orchestra                                                             | Again (From the 20th Century-Fox-Production "Road House") Lionel Newman, Dorcas Cochran                                      | 16.04.1949    | 15     | 11 | Mercury 5261              | Version des Stückes aus der 20th Century-Fox-Produktion Nachtclub-Lilly (1948) von Jean Negulesco, in dem der Song von Ida Lupino vorgestellt wird. |
| Vic Damone with Glenn Osser & his Orchestra                                                             | Four Winds and Seven Seas Don Rodney, Hal David                                                                              | 23.07.1949    | 3      | 25 | Mercury 5271              | B-Seite von You're Breaking My Heart. |
| Vic Damone with Glenn Osser & his Orchestra                                                             | My Bolero Jimmy Kennedy, Nat Simon                                                                                           | 27.08.1949    | 6      | 10 | Mercury 5313              | |
| Vic Damone with Glenn Osser & his Orchestra                                                             | Why Was I Born? Jerome Kern, Oscar Hammerstein II                                                                            | 29.10.1949    | 5      | 21 | Mercury 5326              | Why Was I Born? wurde für die Show Sweet Adeline geschrieben und von Helen Morgan vorgestellt. Beliebte Aufnahmen im Jahr 1930 stammten von Helen Morgan und Libby Holman. |
| Vic Damone with Glenn Osser & his Orchestra                                                             | You're Breaking My Heart Pat Genaro, Sunny Skylar                                                                            | 18.06.1949    | 26     | 1  | Mercury 5271              | |
| Janette Davis & Jerry Wayne with Vocal Group & Rhythm Accompaniment                                     | A Little Bird Told Me Harvey O. Brooks                                                                                       | 19.02.1949    | 1      | 26 | Columbia 38 386           | |
| Dennis Day & Quartet with Charles Dant & his Orchestra                                                  | Clancy Lowered the Boom Johnny Lange                                                                                         | 02.04.1949    | 1      | 23 | Victor 20-2810            | Ein Song aus dem WesternThe Gal Who Took the West (1949, Regie Frederick de Cordova), in dem ihn Yvonne De Carlo vorstellt. |
| Doris Day with George Siravo & his Orchestra                                                            | There's a Bluebird on Your Windowsill Elizabeth Clarke                                                                       | 05.11.1949    | 1      | 30 | Columbia 38 611           | Der Countrysong, 1948 von Jack Jensen and The Rhythm Pals vorgestellt, wurde 1949 auch von Wilf Carter, Kenny Roberts, Tex Williams und Audrey Williams gecovert. |
| Doris Day & Buddy Clark with Orchestra Accompaniment                                                    | My Darling, My Darling (From "Where's Charley?") Frank Loesser                                                               | 01.01.1949    | 7      | 9  | Columbia 38 353           | Version des Stückes aus dem Broadway-Musical Where's Charley? (1948). |
| Doris Day & Male Quartet with John Rarig & his Orchestra                                                | Canadian Capers (Cuttin' Capers) (From "My Dream Is Yours") Gus Chandler, Bert White, Henry Cohen                            | 22.10.1949    | 9      | 15 | Columbia 38 595           | Aus der Warner-Bros.-Produktion Mein Traum bist Du (1949, Regie Michael Curtiz ), in dem ihn Doris Day auch vorstellt. |
| Doris Day & the Mellomen with John Rarig & his Orchestra                                                | Again Dorcas Cochran, Lionel Newman                                                                                          | 21.05.1949    | 14     | 14 | Columbia 38 467           | Der sentimentale Song wurde 1949 auch von Gordon Jenkins & His Orchestra (Gesang Joe Graydon) präsentiert. |
| Doris Day & the Mellomen with John Rarig & his Orchestra                                                | (Where Are You) Now That I Need You (From "Red Hot and Blue") Frank Loesser                                                  | 10.09.1949    | 7      | 20 | Columbia 38 501           | Version des Stückes aus der John Farrow-Produktion Red Hot and Blue (1949), in dem der Song von Betty Hutton vorgestellt wird. Auch Buddy Clark, Frankie Laine, Bing Crosby und Martha Tilton coverten den Song 1949. |
| The Dinning Sisters with the Art Van Damme Quintet                                                      | Buttons and Bows (From the Paramount-Picture "Paleface") Jay Livingston, Ray Evans                                           | 01.01.1949    | 7      | 7  | Capitol 15 184            | Version des Stückes aus der Paramount-Produktion Sein Engel mit den zwei Pistolen; die von Bob Hope gesungene Filmversion wurde 1949 mit dem Oscar für den besten Song ausgezeichnet. |
| Tommy Dorsey & his Orchestra, Vocal Refrain by Charlie Shavers                                          | The Huckle-Buck Roy Alfred, Andy Gibson                                                                                      | 04.06.1949    | 21     | 5  | Victor 20-3427            | |
| Tommy Dorsey & his Orchestra, Vocal Refrain by Denny Dennis, Lucy Ann Polk & The Sentimentalists        | Down by the Station Lee Ricks, Slim Gaillard                                                                                 | 22.01.1949    | 9      | 11 | Victor 20-3317            | |
| Tommy Dorsey & his Orchestra, Vocal Refrain by Harry Prime, the Clark Sisters & the Town Criers         | Until Jack Fulton, Hunter Kahler, Bob Crosby                                                                                 | 01.01.1949    | 5      | 11 | Victor 20-3061            | Harry Prime (1920-2017) war ein Big-Band-Sänger, der von Ende der vierziger bis Mitte der fünfziger Jahre auftrat. Prime war Sänger in den Orchestern von Randy Brooks, Tommy Dorsey, Jack Fina und Ralph Flanagan. |
| Tommy Dorsey & his Orchestra, Vocal Refrain by Marcy Lutes                                              | Again (From the 20th Century-Fox-Film "Road House") Dorcas Cochran, Lionel Newman                                            | 18.06.1949    | 9      | 22 | Victor 20-3427            | B-Seite von The Huckle Buck; Version des Stückes aus der 20th Century-Fox-Produktion Nachtclub-Lilly. |
| Billy Eckstine with Buddy Baker & his Orchestra                                                         | Body and Soul (From Musical Production "Three's a Crowd") Johnny Green, Edward Heyman, Robert Sour, Frank Eyton              | 24.09.1949    | 1      | 27 | MGM 10 501                | Version des Stückes aus dem 1930 veröffentlichten Broadway-Musical Three's a Crowd von Arthur Schwartz und Howard Dietz. Nach Ziggy Elman (1947) kam der Jazzstandard zum 14. und letzten Mal in die US-Hitlisten. |
| Billy Eckstine with Buddy Baker & his Orchestra                                                         | Crying Jay Chernis, Barney Ross                                                                                              | 06.08.1949    | 2      | 27 | MGM 10 458                | Ella Fitzgerald und Billy Eckstine nahmen den Titel derzeit auf, dch nur die Version von Eckstine erreichte die Charts. |
| Billy Eckstine with Buddy Baker & his Orchestra                                                         | Fool's Paradise Bob Merrill                                                                                                  | 03.12.1949    | 1      | 24 | MGM 10 562                | Fool's Paradise coverte in dieser Zeit auch Sarah Vaughan mit dem Hugo Winterhalter Orchester. |
| Billy Eckstine with Hugo Winterhalter & his Orchestra                                                   | Caravan Duke Ellington, Juan Tizol, Irving Mills                                                                             | 23.04.1949    | 1      | 27 | MGM 10 368                | Zwölf Jahre zuvor hatte Ellington mit Juan Tizol diesen Jazzklassiker geschrieben. |
| Billy Eckstine & The Quartones with Hugo Winterhalter & his Orchestra                                   | Bewildered Teddy Powell, Leonard Whitcup                                                                                     | 05.03.1949    | 1      | 27 | MGM 10 340                | Bereits 1938 kam Tommy Dorsey mit seiner Version des Songs in die US-Charts. |
| Billy Eckstine & The Quartones with Hugo Winterhalter & his Orchestra                                   | Somehow Mort Maser | 03.09.1949    | 3      | 25 | MGM 10 383                | Der Song wurde in dieser Zeit auch von Earl Hines und Ted Buckner gecovert, doch nur Eckstine gelangte damit in die Charts. |
| Arthur Fiedler & the Boston Pops Orchestra                                                              | Sleigh Ride Leroy Anderson                                                                                                   | 24.12.1949    | 1      | 24 | Victor Red Seal 10-1484   | |
| Ella Fitzgerald & Louis Jordan & his Tympany Five                                                       | Baby, It's Cold Outside (From MGM-Picture "Neptune's Daughter") Frank Loesser                                                | 25.06.1949    | 7      | 17 | Decca 24 644              | Version des Stückes aus der MGM-Produktion Neptuns Tochter. Der mit einem Oscar ausgezeichnete Song kam 1949 in fünf Versionen in die US-Charts. |
| Tennessee Ernie Ford                                                                                    | Mule Train Fred Glickman, Hy Heath, Johnny Lange                                                                             | 03.12.1949    | 4      | 10 | Capitol 57-40 258         | |
| Jack Fulton with Eddie Ballantine & his Orchestra                                                       | Sunflower Mack David | 12.03.1949    | 6      | 15 | Tower 1454                | „Sunflower (1949) ist ein fröhliches Liebeslied von Mack David, das heute für seine Plagiate berühmter ist als das Lied selbst.“ |
| Jan Garber & his Orchestra, Vocal by Bob Grabeau                                                        | Jealous Heart Jenny Lou Carson                                                                                               | 17.12.1949    | 1      | 22 | Capitol 57-759            | |
| Jan Garber & his Orchestra, Vocal by Bob Grabeau                                                        | You're Breaking My Heart Pat Genaro, Sunny Skylar                                                                            | 01.10.1949    | 2      | 26 | Capitol 57-709            | |
| Benny Goodman & his Orchestra, Vocal by Al Hendrickson                                                  | On a Slow Boat to China Frank Loesser                                                                                        | 01.01.1949    | 6      | 10 | Columbia 38 066           | On a Slow Boat to China, 1947/48 auch von Jo Stafford, Peggy Lee & Bing Crosby, Kurt Edelhagen, Mel Tormé, Buddy Rich, Art Lund, Kay Kyser und Charlie Parker aufgenommen, wurde bald zu einem populären Pop- und Jazzstandard. |
| Ken Griffin at the Organ, Vocal by Johnny Hill                                                          | Beautiful Wisconsin Waltz Don Fina                                                                                           | 20.08.1949    | 1      | 26 | Rondo R-192               | |
| Peter Lind Hayes & the Stardusters                                                                      | My Darling, My Darling (From Musical Production "Where's Charlie") Frank Loesser                                             | 08.01.1949    | 1      | 20 | Decca 24 519              | |
| Richard Hayes & Mitch Miller & his Orchestra                                                            | The Old Master Painter Beasley Smith, Haven Gillespie                                                                        | 17.12.1949    | 2      | 16 | Mercury 5342              | |
| Dick Haymes with Rhythm Accompaniment                                                                   | Room Full Of Roses Tim Spencer                                                                                               | 16.07.1949    | 18     | 10 | Decca 24 632              | |
| Dick Haymes with Four Hits And A Miss & Sonny Burke & his Orchestra                                     | The Old Master Painter Haven Gillespie, Beasley Smith                                                                        | 10.12.1949    | 3      | 22 | Decca 24 801              | |
| Dick Haymes with the Tattlers & Gordon Jenkins & his Orchestra                                          | Maybe It's Because (From Musical Production "Along Fifth Avenue") Johnnie Scott, Harry Ruby                                  | 16.07.1949    | 18     | 5  | Decca 24 650              | |
| Lennie Hayton & the MGM Studio Orchestra                                                                | Slaughter On Tenth Avenue - Part 1 (From the MGM-Picture "Words and Music") Richard Rodgers                                  | 23.04.1949    | 6      | 19 | MGM 30 174                | Version des Stückes aus der MGM-Produktion Words and Music. |
| Eddy Howard & his Orchestra                                                                             | (I'd Love to Get You) On a Slow Boat to China Frank Loesser                                                                  | 01.01.1949    | 2      | 14 | Mercury 5210              | Version des Stückes aus der MGM-Produktion Words and Music. |
| Eddy Howard & his Orchestra                                                                             | Maybe It's Because Harry Ruby, Johnnie Scott                                                                                 | 03.09.1949    | 10     | 17 | Mercury 5314              | |
| Eddy Howard & his Orchestra                                                                             | Room Full of Roses Tim Spencer                                                                                               | 06.08.1949    | 14     | 11 | Mercury 5296              | |
| Pee Wee Hunt & his Orchestra                                                                            | Twelfth Street Rag Euday L. Bowman                                                                                           | 01.01.1949    | 5      | 13 | Capitol 15 105            | 12 Street Rag war ein klassischer Ragtime- und späterer Jazz-Titel, der seit den 1920ern auch in Versionen von Sidney Bechet und Louis Armstrong bekannt war. Im Zuge des einsetzenden Revival Jazz wurden um die drei Millionen Exemplare von Hunts Version verkauft. |
| The Ink Spots                                                                                           | You Were Only Fooling (While I Was Falling In Love) Larry Fotine, Billy Faber, Fred Meadows                                  | 01.01.1949    | 2      | 27 | Decca 24 507              | You Were Only Fooling (While I Was Falling In Love) wurde 1948 auch von Blue Barron und Kay Starr, später von Vic Damone und Connie Francis veröffentlicht. |
| The Ink Spots                                                                                           | You're Breaking My Heart Pat Genaro, Sunny Skylar                                                                            | 20.08.1949    | 14     | 9  | Decca 24 693              | |
| Burl Ives                                                                                               | Riders In The Sky (Cowboy Legend) Stan Jones                                                                                 | 30.04.1949    | 6      | 21 | Columbia 38 445           | |
| Jack Teter Trio                                                                                         | Johnson Rag Guy Hall, Henry Kleinkauf                                                                                        | 08.10.1949    | 12     | 16 | London 501                | |
| Gordon Jenkins & his Orchestra, , Soloist Betty Brewer                                                  | Don't Cry, Joe (Let Her Go, Let Her Go, Let Her Go) Joe Marsala                                                              | 24.09.1949    | 14     | 4  | Decca 24 720              | |
| Gordon Jenkins & his Orchestra, Vocal Chorus by Charles LaVere & Mixed Chorus                           | Maybe You'll Be There Rube Bloom, Sammy Gallop                                                                               | 08.01.1949    | 1      | 18 | Decca 24 403              | Der Song wurde 1948 auch von Louis Armstrong, Count Basie Vic Damone, Billie Holiday, Kay Starr und Mel Tormé interpretiert. |
| Gordon Jenkins & his Orchestra, Joe Graydon & Mixed Chorus                                              | Again (From 20th Century-Fox-Picture "Road House") Lionel Newman, Dorcas Cochran                                             | 23.04.1949    | 23     | 2  | Decca 24 602              | Version des Stückes aus der 20th Century-Fox-Produktion Nachtclub-Lilly (1948) von Jean Negulesco. |
| spike Jones & his City Slickers, Commentator: Doodles Weaver                                            | Dance of the Hours Amilcare Ponchielli                                                                                       | 27.08.1949    | 9      | 13 | Victor 20-3516            | |
| spike Jones & his City Slickers, Vocal Refrain by George Rock                                           | All I Want for Christmas (Is My Two Front Teeth) Donald Yetter Gardner                                                       | 01.01.1949    | 3      | 1  | Victor 20-3177            | „Ich war ein gewaltiger Spike-Jones-Fan“ sagte Frank Zappa in einem Interview, „und als ich sechs oder sieben war, hatte [Jones] mit All I Want for Christmas Is My Two Front Teeth einen Plattenhit, und ich habe ihm dann einen Fanbrief geschickt.“ |
| spike Jones & his City Slickers, Vocal Refrain by George Rock                                           | Ya Wanna Buy a Bunny? Carl Hoefle, Del Porter                                                                                | 16.04.1949    | 2      | 24 | Victor 20-3359            | |
| Louis Jordan & his Tympany Five                                                                         | saturday Night Fish Fry (Part 1) Louis Jordan, Ellis Lawrence Walsh                                                          | 10.12.1949    | 1      | 27 | Decca 24 725              | |
| Evelyn Knight with Mannie Klein & his Orchestra                                                         | Buttons and Bows (From Paramount-Picture "The Paleface") Jay Livingston, Ray Evans                                           | 01.01.1949    | 4      | 22 | Decca 24 489              | Version des Stückes aus der Paramount-Produktion Sein Engel mit den zwei Pistolen. |
| Evelyn Knight & Four Hits and a Miss                                                                    | You're So Understanding Bernie Wayne, Ben Raleigh                                                                            | 06.08.1949    | 3      | 21 | Decca 24 636              | |
| Evelyn Knight & the Stardusters                                                                         | A Little Bird Told Me Harvey O. Brooks                                                                                       | 01.01.1949    | 15     | 1  | Decca 24 514              | Damon Runyon beschrieb Knight in einer seiner Zeitungskolumnen als „ein geschmeidiges blondes Mädchen mit einer sanften kleinen Stimme und einem Gesicht, das die Mutter gerne zu sich nach Hause gebracht hätte.“ |
| Evelyn Knight & the Stardusters                                                                         | Brush Those Tears From Your Eyes Oakley Haldeman, Clem Watts, Jimmy Lee                                                      | 15.01.1949    | 2      | 25 | Decca 24 514              | B-Seite von A Little Bird Told Me. |
| Evelyn Knight & the Stardusters                                                                         | Powder Your Face with Sunshine (Smile! Smile! Smile!) Carmen Lombardo, Stanley Rochinski                                     | 08.01.1949    | 16     | 3  | Decca 24 530              | Der Song war 1948/49 auch in der Duoversion von Doris Day & Buddy Clark, sowie von Perry Como, Jo Stafford, Danny Kaye und Dean Marin populär. |
| Kay Kyser & his Orchestra, Vocal Chorus by Harry Babbitt & Gloria Wood                                  | On a Slow Boat to China Frank Loesser                                                                                        | 01.01.1949    | 9      | 3  | Columbia 38 301           | |
| Frankie Laine with Carl Fischer & his Orchestra                                                         | Now That I Need You (From Paramount-Production "Red Hot and Blue") Frank Loesser                                             | 24.09.1949    | 5      | 23 | Mercury 5311              | Version des Stückes aus der Paramount-Produktion Red, Hot and Blue (1949) von John Farrow. |
| Frankie Laine with Carl Fischer & his Orchestra                                                         | You're All I Want for Christmas Seger Ellis, Glen Moore                                                                      | 01.01.1949    | 1      | 11 | Mercury 5177              | Bobby Timmons und Don Patterson reaktivierten den Song 1964 für ihre beiden Prestige-Produktionen mit den gleichlautenden Titel Holiday Soul. |
| Frankie Laine & Judd Conlon's Rhythmaires with Harry Geller & his Orchestra & Carl Fischer at the Piano | That Lucky Old Sun Beasley Smith, Haven Gillespie                                                                            | 27.08.1949    | 18     | 1  | Mercury 5316              | |
| Frankie Laine & the Muleskinners                                                                        | Mule Train Johnny Lange, Hy Heath, Fred Glickman                                                                             | 12.11.1949    | 7      | 1  | Mercury 5345              | |
| Bill Lawrence with Vocal Quartet & Orchestra                                                            | Jealous Heart Jenny Lou Carson                                                                                               | 15.10.1949    | 6      | 23 | Victor 20-3539            | |
| Peggy Lee with Dave Barbour & his Orchestra                                                             | Bali H'ai (From the Broadway Musical "Tales of the South Pacific") Richard Rodgers, Oscar Hammerstein II                     | 11.06.1949    | 2      | 17 | Capitol 57-543            | |
| Guy Lombardo & his Royal Canadians, Vocal Chorus by Don Rodney                                          | Red Roses for a Blue Lady Roy Brodsky, Sid Tepper                                                                            | 12.02.1949    | 13     | 10 | Decca 24 549              | |
| Guy Lombardo & his Royal Canadians, Vocal Chorus by Kenny Gardner & The Lombardo Trio                   | Hop-Scotch Polka (Scotch Hot) Billy Whitlock, Carl Sigman, Gene Rayburn                                                      | 01.10.1949    | 12     | 11 | Decca 24 704              | |
| Guy Lombardo & his Royal Canadians, Vocal Chorus by Kenny Gardner & The Lombardo Trio                   | Merry-Go-Round Waltz (Adapted from a Theme by Juventino Rosas) Jimmy Kennedy, Arthur Finn                                    | 28.05.1949    | 8      | 18 | Decca 24 624              | |
| Guy Lombardo & his Royal Canadians, Vocal Chorus by the Lombardo Quartet                                | Homecoming Waltz Joan Whitney, Alex Kramer                                                                                   | 15.10.1949    | 1      | 30 | Decca 24 714              | |
| Guy Lombardo & his Royal Canadians, Vocal Chorus by The Lombardo Trio                                   | Down by the Station Lee Ricks, Slim Gaillard                                                                                 | 26.02.1949    | 5      | 20 | Decca 24 555              | |
| Art Lund with Johnny Thompson & his Orchestra                                                           | On a Slow Boat to China Frank Loesser                                                                                        | 08.01.1949    | 2      | 22 | MGM 10 269                | |
| Vera Lynn with Bruce Campbell & his Orchestra                                                           | Again Lionel Newman, Dorcas Cochran                                                                                          | 29.01.1949    | 3      | 23 | London 310                | |
| Gordon MacRae with Paul Weston & his Orchestra                                                          | So In Love (From the Musical "Kiss Me Kate") Cole Porter                                                                     | 05.03.1949    | 9      | 20 | Capitol 15 357            | |
| Freddy Martin & his Orchestra, Vocal Refrain by Glenn Hughes & The Martin Men                           | On a Slow Boat to China Frank Loesser                                                                                        | 01.01.1949    | 9      | 6  | Victor 20-3123            | |
| Freddy Martin & his Orchestra, Vocal Refrain by Merv Griffin & the Ensemble                             | I've Got a Lovely Bunch of Coconuts Fred Heatherton                                                                          | 29.10.1949    | 9      | 8  | Victor 20-3554            | "Fred Heatherton" ist ein Pseudonym der britischen Songwriter Harold Elton Box, Desmond Cox and Lewis Ilda. |
| Tony Martin with Henri René & his Orchestra                                                             | There's No Tomorrow Al Hoffman, Leo Corday, Leon Carr                                                                        | 12.11.1949    | 7      | 9  | Victor 20-3582            | |
| Tony Martin with skip Martin & his Orchestra                                                            | Circus Bob Russell, Louis Alter                                                                                              | 27.08.1949    | 3      | 24 | Victor 20-3488            | |
| Ray McKinley & his Orchestra, Vocal Refrain by Jean Friley                                              | Sunflower Mack David | 12.03.1949    | 1      | 27 | Victor 20-3334            | |
| The Mills Brothers                                                                                      | Gloria Leon René | 01.01.1949    | 8      | 18 | Decca 24 509              | |
| The Mills Brothers                                                                                      | I Love You So Much It Hurts Floyd Tillman                                                                                    | 12.02.1949    | 9      | 8  | Decca 24 5550             | B-Seite von I've Got My Love to Keep Me Warm. |
| The Mills Brothers                                                                                      | I've Got My Love to Keep Me Warm Irving Berlin                                                                               | 19.02.1949    | 8      | 12 | Decca 24 5550             | |
| Carmen Miranda & the Andrews Sisters with Vic Schoen & his Orchestra                                    | Cuanto la gusta (From MGM-Picture "A Date With Judy") Gabriel Ruiz, Ray Gilbert                                              | 01.01.1949    | 5      | 16 | Decca 24 479              | Version des Stückes aus der MGM-Produktion Wirbel um Judy; in der Filmversion sang Carmen Miranda unter Orchesterbegleitung von Xavier Cugat. |
| Vaughn Monroe & his Orchestra                                                                           | Riders in the Sky (A Cowboy Legend) stan Jones                                                                               | 23.04.1949    | 22     | 1  | Victor 20-3411            | |
| Vaughn Monroe & his Orchestra, Vocal Refrain by the Moon Men                                            | Mule Train (From the Republic-Film "Singing Guns") Johnny Lange, Hy Heath, Fred Glickman                                     | 26.11.1949    | 5      | 10 | Victor 20-3600            | Diese Version wurde 1950 in der Produktion Rauchende Pistolen (1950) eingesetzt und erhielt 1951 eine Oscarnominierung für den besten Song. |
| Vaughn Monroe & his Orchestra, Vocal Refrain by the Moon Men                                            | Red Roses for a Blue Lady Sid Tepper, Roy Brodsky                                                                            | 22.01.1949    | 19     | 4  | Victor 20-3319            | |
| Vaughn Monroe & his Orchestra, Vocal Refrain by the Moon Men                                            | Someday (You'll Want Me to Want You) Jimmie Hodges                                                                           | 06.08.1949    | 18     | 2  | Victor 20-3510            | |
| Vaughn Monroe & his Orchestra, Vocal Refrain by the Moon Men                                            | That Lucky Old Sun (Just Rolls Around Heaven All Day) Haven Gillespie, Beasley Smith                                         | 24.09.1949    | 14     | 9  | Victor 20-3531            | |
| Art Mooney & his Orchestra, Vocal by Ensemble                                                           | Beautiful Eyes Frank Adams, Leonard Rosen, Neal Madaglia                                                                     | 05.03.1949    | 1      | 25 | MGM 10 357                | |
| Art Mooney & his Orchestra, Vocal by Ensemble                                                           | Merry-Go-Round Waltz Arthur Finn, Jimmy Kennedy, Juventino Rosas                                                             | 04.06.1949    | 1      | 29 | MGM 10 405                | |
| Art Mooney & his Orchestra, Vocal by the Art Mooney Choir                                               | Hop-Scotch Polka (Scotch Hot) Billy Whitlock, Carl Sigman, Gene Rayburn                                                      | 17.09.1949    | 11     | 17 | MGM 10 500                | |
| Art Mooney & his Orchestra, Vocal by the Art Mooney Choir                                               | Toot, Toot, Tootsie (Good-Bye) (From Columbia-Film "Jolson Sings Again") Gus Kahn, Ernie Erdman, Dan Russo                   | 29.10.1949    | 3      | 19 | MGM 10 548                | |
| Art Mooney & his Orchestra, Vocal by the Art Mooney Choir                                               | Twenty-Four Hours Of Sunshine Peter DeRose, Carl Sigman                                                                      | 16.07.1949    | 4      | 22 | MGM 10 446                | |
| Art Mooney & his Orchestra, Vocal by Johnny Martin, Madelyn Russell & The Art Mooney Choir              | Again (From 20th Century-Fox-Film "Road House") Lionel Newman, Dorcas Cochran                                                | 23.07.1949    | 1      | 28 | MGM 10 398                | |
| Art Mooney & his Orchestra, Vocal by Tex Fletcher & The Art Mooney Choir                                | I Never See Maggie Alone Everett Lynton, Harry Tilsley                                                                       | 10.12.1949    | 1      | 27 | MGM 10 548                | B-Seite von Toot, Toot, Tootsie (Good-Bye). |
| Al Morgan with Orchestra                                                                                | Jealous Heart Jenny Lou Carson                                                                                               | 30.07.1949    | 22     | 4  | Universal U-148           | |
| Russ Morgan & his Orchestra                                                                             | So Tired Russ Morgan, Jack Stuart                                                                                            | 01.01.1949    | 21     | 4  | Decca 24 449              | Russ Morgan, der eine jener typischen „Mickey Mouse“ Sweet-Bands gegründet hatte, gelang mit So Tired (mit gedämpfter Posaune und seinem eigenen Gesang), ein Bestseller für Brunswick. |
| Russ Morgan & his Orchestra, Vocal by the Skylarks                                                      | Cruising Down the River Elly Beadell, Nell Tollerton                                                                         | 26.02.1949    | 22     | 1  | Decca 24 568              | |
| Russ Morgan & his Orchestra, Vocal by the Skylarks                                                      | Forever And Ever Franz Winkler, Malia Rosa                                                                                   | 19.03.1949    | 22     | 2  | Decca 24 569              | B-Seite von You, You, You Are the One; englischsprachige Version des österreichischen Heimatliedes Fliege mit mir in die Heimat aus dem Jahr 1930. |
| Russ Morgan & his Orchestra, Vocal by the Skylarks                                                      | Sunflower Mack David | 12.03.1949    | 11     | 10 | Decca 24 568              | B-Seite von Cruising Down the River. |
| Russ Morgan & his Orchestra, Vocal by the Skylarks                                                      | You, You, You Are the One Tetos Demey, Milton Leeds, Fred Wise                                                               | 26.03.1949    | 3      | 17 | Decca 24 569              | |
| Mr. Ford & Mr. Goon-Bones                                                                               | Ain’t She Sweet Ralph Ford, Ted Goon                                                                                         | 23.07.1949    | 2      | 19 | Crystalette S-1803        | |
| Joy Nichols & Benny Lee with Stanley Black & his Blacksmiths                                            | The Pussycat Song (Nyot Nyow) Dick Manning                                                                                   | 12.02.1949    | 1      | 21 | London 365                | |
| Ray Noble & his Orchestra, Vocal Refrain by Al Bowlly & Trio                                            | Lady of Spain Erell Reaves, Tolchard Evans                                                                                   | 26.02.1949    | 5      | 21 | Victor 20-3302            | |
| Jack Owens with Danny Mendelsohn & his Orchestra                                                        | Jealous Heart Jenny Lou Carson                                                                                               | 15.10.1949    | 6      | 19 | Decca 24 711              | |
| Patti Page                                                                                              | So in Love Cole Porter | 19.02.1949    | 1      | 28 | Mercury 5230              | |
| Tony Pastor & his Orchestra, Vocal Chorus by The Clooney Sisters & Band                                 | "A" - You're Adorable (The Alphabet Song) Buddy Kaye, Fred Wise, Sid Lippman                                                 | 14.05.1949    | 2      | 22 | Columbia 38 449           | |
| Ezio Pinza with Salvatore Dell'Isola & his Orchestra                                                    | Some Enchanted Evening (From "South Pacific") Richard Rodgers, Oscar Hammerstein II                                          | 10.09.1949    | 9      | 7  | Columbia Masterworks 4559 | |
| Betty Rhodes with Harry Zimmerman & his Orchestra                                                       | Buttons and Bows (From the Paramount-Film "Paleface") Jay Livingston, Ray Evans                                              | 01.01.1949    | 2      | 15 | Victor 20-3078            | Version des Stückes aus der Paramount-Produktion Sein Engel mit den zwei Pistolen (1948, Regie Norman Z. McLeod), in dem der Song von Bob Hope vorgestellt wird. Betty Jane Rhodes (zu sehen in Sweater Girl 1942, als sie „I Said No“ und „I Don't Want to Walk Without You“ sang), ließ dann den zweiten Vornamen für ihre RCA Victor-Aufnahmen fallen. „Buttons and Bows“ erreichte die Charts, gefolgt von Versionen von Dinah Shore und den Dinning Sisters. |
| Kenny Roberts with Instrumental Accompaniment                                                           | I Never See Maggie Alone Harry Tilsley, Everett Lynton                                                                       | 10.09.1949    | 13     | 9  | Coral 64 012              | |
| Primo scala & his Banjo & Accordion Orchestra with the Keynotes                                         | Cruising Down the River Eily Beadell, Nell Tollerton                                                                         | 12.03.1949    | 1      | 27 | London 356                | Hinter dem Pseudonym Primo Scala verbirgt sich der britische Bandleader und Musicalregisseur Harry Bidgood. |
| Primo scala & his Banjo & Accordion Orchestra with the Keynotes                                         | Jingle Bells James Lord Pierpont                                                                                             | 01.01.1949    | 1      | 24 | London 302                | |
| Primo scala & his Banjo & Accordion Orchestra with the Keynotes                                         | The Mistletoe Kiss Jimmy Kennedy, Constance Carpenter                                                                        | 08.01.1949    | 1      | 27 | London 302                | B-Seite von Jingle Bells. |
| Dinah shore with Duo Piano Accompaniment                                                                | Far Away Places Joan Whitney, Alex Kramer                                                                                    | 05.02.1949    | 1      | 28 | Columbia 38 356           | |
| Dinah shore & her Happy Valley Boys                                                                     | Buttons and Bows (From "Paleface") Jay Livingston, Ray Evans                                                                 | 01.01.1949    | 10     | 1  | Columbia 38 284           | Version des Stückes aus der Paramount-Produktion Sein Engel mit den zwei Pistolen. |
| Dinah shore with Harry Zimmerman & his Orchestra                                                        | A Wonderful Guy (From "South Pacific") Oscar Hammerstein II, Richard Rodgers                                                 | 11.06.1949    | 1      | 29 | Columbia 38 460           | Version des Stückes der Broadway-Produktion South Pacific (1949). |
| Dinah shore with Harry Zimmerman & his Orchestra                                                        | Lavender Blue (Dilly Dilly) (From Walt Disney's "So Dear To My Heart") Larry Morey, Eliot Daniel                             | 08.01.1949    | 10     | 9  | Columbia 38 299           | Version des Stückes aus der Disney-Produktion So Dear to My Heart (1949) von Harold D. Schuster und Hamilton Luske. |
| Dinah shore with Harry Zimmerman & his Orchestra                                                        | So in Love (From "Kiss Me Kate") Cole Porter                                                                                 | 19.03.1949    | 4      | 22 | Columbia 38 399           | Version des Stückes der Broadway-Produktion Kiss Me, Kate (1948) von Cole Porter. |
| Dinah shore with Harry Zimmerman & his Orchestra & Vocal Group                                          | Dear Hearts and Gentle People Bob Hilliard, Sammy Fain                                                                       | 26.11.1949    | 4      | 15 | Columbia 38 605           | |
| Dinah shore & Buddy Clark with Ted Dale & his Orchestra                                                 | Baby, It's Cold Outside (From "Neptune's Daughter") Frank Loesser                                                            | 14.05.1949    | 19     | 4  | Columbia 38 463           | Version des Stückes aus der MGM-Produktion Neptuns Tochter (1949) von Edward Buzzell. |
| Frank sinatra with Axel Stordahl & his Orchestra                                                        | Bali H'ai (From "South Pacific") Oscar Hammerstein II, Richard Rodgers                                                       | 06.08.1949    | 1      | 30 | Columbia 38 446           | B-Seite von Some Enchanted Evening. |
| Frank sinatra with Axel Stordahl & his Orchestra                                                        | Some Enchanted Evening (From "South Pacific") Oscar Hammerstein II, Richard Rodgers                                          | 25.06.1949    | 2      | 25 | Columbia 38 446           | |
| Frank sinatra with the Ken Lane Quintet & Axel Stordahl & his Orchestra                                 | The Huckle Buck Roy Alfred, Andy Gibson                                                                                      | 18.06.1949    | 14     | 10 | Columbia 38 486           | |
| Frank sinatra with the Pastels & Hugo Winterhalter & his Orchestra                                      | (Don't Cry Joe) Let Her Go, Let Her Go, Let Her Go Joe Marsala                                                               | 15.10.1949    | 8      | 21 | Columbia 38 555           | |
| Frank sinatra with Orchestral Accompaniment                                                             | Sunflower Mack David | 07.05.1949    | 1      | 25 | Columbia 38 391           | |
| Frank sinatra & the Modernaires with Axel Stordahl & his Orchestra                                      | The Old Master Painter Haven Gillespie, Beasley Smith                                                                        | 24.12.1949    | 1      | 28 | Columbia 38 650           | |
| Jack smith & the Clark Sisters with Earl Sheldon & his Orchestra                                        | Lavender Blue (Dilly Dilly) (From the Walt Disney-Production "So Dear to My Heart") Eliot Daniel, Larry Morey                | 12.02.1949    | 1      | 30 | Capitol 15 225            | Version des Stückes aus der Disney-Produktion So Dear to My Heart (1949) von Harold D. Schuster und Hamilton Luske. |
| Jack smith & the Clark Sisters with Frank De Vol & his Orchestra                                        | Cruising Down the River Eily Beadell, Nell Tollerton                                                                         | 05.03.1949    | 11     | 14 | Capitol 15 372            | |
| Jack smith & the Crew Chiefs with Frank De Vol & his Orchestra                                          | Sunflower Mack David | 09.04.1949    | 1      | 27 | Capitol 15 394            | |
| Jo stafford with Paul Weston with Orchestra                                                             | Some Enchanted Evening (From the Broadway Musical "South Pacific") Richard Rodgers, Oscar Hammerstein II                     | 04.06.1949    | 5      | 21 | Capitol 57-544            | |
| Jo stafford & Gordon MacRae with Paul Weston & his Orchestra                                            | "A" You're Adorable (The Alphabet Song) Buddy Kaye, Fred Wise, Sid Lippman                                                   | 02.04.1949    | 13     | 4  | Capitol 15 393            | B-Seite von Need You. |
| Jo stafford & Gordon MacRae with Paul Weston & his Orchestra                                            | Bibbidi-Bobbidi-Boo (the Magic Song) (From the Walt Disney-Production "Cinderella") Mack David, Al Hoffman, Jerry Livingston | 24.12.1949    | 1      | 28 | Capitol 57-782            | Version des Stückes aus der Disney-Produktion Cinderella (1950) von Clyde Geronimi, Wilfred Jackson und Hamilton Luske. |
| Jo stafford & Gordon MacRae with Paul Weston & his Orchestra                                            | Echoes Bennie Benjamin, George Weiss                                                                                         | 24.12.1949    | 1      | 24 | Capitol 57-782            | B-Seite von Bibbidi-Bobbidi-Boo (the Magic Song). |
| Jo stafford & Gordon MacRae with Paul Weston & his Orchestra                                            | Need You John Blackburn, Teepee Mitchell, Lew Porter                                                                         | 02.04.1949    | 10     | 11 | Capitol 15 393            | |
| Jo stafford & Gordon MacRae with Paul Weston & his Orchestra                                            | Whispering Hope Alice Hawthorne                                                                                              | 20.08.1949    | 19     | 6  | Capitol 57-690            | Der Originalsong Whispering Hope (1868) stammt aus der Feder des Schriftstellers und Songwriters Septimus Winner (1827-1902), der bevorzugt unter dem Pseudonym "Alice Hawthorne" arbeitete. |
| Jo stafford, Gordon MacRae & the Starlighters with Orchestra                                            | My Darling, My Darling (From the New York Musical "Where's Charley?") Frank Loesser                                          | 01.01.1949    | 9      | 4  | Capitol 15 270            | Version des Stückes aus dem Broadway-Musical Where's Charley? (1948). Der Musicalsong wurde 1948/49 auch von Perry Como/Mitchell Ayres (Chesterfield Supper Club), Doris Day & Buddy Clark (Columbia), Tommy Mercer (Eddy Duchin Show) und Peter Lind Hayes (Decca) gecovert. |
| The Stardusters with Gordon Jenkins & his Orchestra                                                     | I Don't See Me in Your Eyes Anymore Bennie Benjamin, George Weiss                                                            | 02.04.1949    | 21     | 6  | Decca 24 576              | |
| Kay starr with Orchestra                                                                                | So Tired Russ Morgan, Jack Stuart                                                                                            | 12.02.1949    | 7      | 21 | Capitol 15 314            | |
| Kay starr with Orchestra                                                                                | You Were Only Fooling (While I Was Falling In Love) Larry Fotine, Billy Faber, Fred Meadows                                  | 01.01.1949    | 2      | 16 | Capitol 15 226            | You Were Only Fooling wurde 1948 auch von Blue Barron & His Orchestra und The Ink Spots, später von Connie Francis und Vic Damone eingespielt. |
| swing and Sway with Sammy Kaye, Vocal Refrain by the Three Kaydets                                      | Lavender Blue (Dilly Dilly) (From Walt Disney's "So Dear to My Heart") Larry Morey, Eliot Daniel                             | 01.01.1949    | 12     | 5  | Victor 20-3100            | Version des Stückes aus der Walt-Disney-Produktion So Dear to My Heart (1948, Regie Harold D. Schuster, Hamilton Luske), in dem der Song von Burl Ives vorgestellt weird. |
| swing and Sway with Sammy Kaye, Vocal Refrain by the Three Kaydets                                      | Powder Your Face with Sunshine (Smile! Smile! Smile!) Carmen Lombardo, Stanley Rochinski                                     | 05.02.1949    | 8      | 14 | Victor 20-3321            | |
| swing and Sway with Sammy Kaye, Vocal Refrain by Don Cornell & The Kaydets                              | Room Full of Roses Tim Spencer                                                                                               | 18.06.1949    | 24     | 3  | Victor 20-3441            | |
| swing and Sway with Sammy Kaye, Vocal Refrain by Don Cornell & The Three Kaydets                        | Careless Hands Bob Hilliard, Carl Sigman                                                                                     | 05.02.1949    | 20     | 7  | Victor 20-3321            | B-Seite von Powder Your Face with Sunshine (Smile! Smile! Smile!). |
| swing and Sway with Sammy Kaye, Vocal Refrain by Tony Alámo & The Kaye Choir                            | The Four Winds and the Seven Seas Hal David, Don Rodney                                                                      | 18.06.1949    | 11     | 7  | Victor 20-3459            | |
| The Three Suns, Vocal Refrain by Artie Dunn & The Sun Maids                                             | You, You, You Are the One Demey, Milton Leeds, Fred Wise                                                                     | 02.04.1949    | 1      | 21 | Victor 20-3322            | |
| Mel Tormé with Frank De Vol & his Orchestra                                                             | The Four Winds and the Seven Seas Hal David, Don Rodney                                                                      | 02.07.1949    | 2      | 28 | Capitol 57-671            | |
| Mel Tormé with Pete Rugolo & his Orchestra                                                              | Again (From the 20th Century-Fox-Picture "Roadhouse") Lionel Newman, Dorcas Cochran                                          | 16.04.1949    | 18     | 7  | Capitol 15 428            | B-Seite von Blue Moon; Version des Stückes aus der 20th Century-Fox-Produktion Nachtclub-Lilly (1948) von Jean Negulesco. |
| Mel Tormé with Pete Rugolo & his Orchestra                                                              | Blue Moon (As Performed in the MGM-Picture "Words And Music") Richard Rodgers, Lorenz Hart                                   | 16.04.1949    | 5      | 20 | Capitol 15 428            | Originalaufnahme aus der MGM-Produktion Words and Music (1948) von Norman Taurog. |
| Mel Tormé with Sonny Burke & his Orchestra                                                              | Careless Hands Bob Hilliard, Carl Sigman                                                                                     | 19.03.1949    | 14     | 7  | Capitol 15 379            | |
| Jimmy Wakely with Cowboy Band                                                                           | I Love You So Much It Hurts Floyd Tillman                                                                                    | 05.02.1949    | 1      | 30 | Capitol 15 243            | |
| Paula Watson                                                                                            | A Little Bird Told Me Harvey O. Brooks                                                                                       | 01.01.1949    | 7      | 20 | Supreme 1507              | A Little Bird Told Me, gesungen von Paula Watson bei Supreme Records, wurde von Deccas Evelyn Knight gecovert, noch bevor das Original im November 1948 in die R&B-Charts kam. Anschließend kam es zu einem Urheberrechtstreit. |
| Margaret Whiting with Frank De Vol & his Orchestra                                                      | Forever And Ever Franz Winkler, Malia Rosa                                                                                   | 16.04.1949    | 6      | 24 | Capitol 15 386            | |
| Margaret Whiting with Frank De Vol & his Orchestra & Chorus                                             | A Wonderful Guy (From the Broadway Musical "South Pacific") Richard Rodgers, Oscar Hammerstein II                            | 07.05.1949    | 12     | 12 | Capitol 57-542            | |
| Margaret Whiting & the Crew Chiefs with Orchestral Accompaniment                                        | Far Away Places Joan Whitney, Alex Kramer                                                                                    | 01.01.1949    | 14     | 3  | Capitol 15 278            | Far Away Places wurde in populären Aufnahmen von Bing Crosby mit dem Ken Darby Choir, von Margaret Whiting mit den Crew Chiefs, von Perry Como und von Dinah Shore vorgestellt. |
| Margaret Whiting & Jimmy Wakely with Orchestra                                                          | I'll Never Slip Around Again Floyd Tillman                                                                                   | 05.11.1949    | 7      | 11 | Capitol 57-40 246         | |
| Margaret Whiting & Jimmy Wakely with Orchestra                                                          | Slipping Around Floyd Tillman                                                                                                | 17.09.1949    | 15     | 2  | Capitol 57-40 224         | |
| Margaret Whiting & Johnny Mercer with Paul Weston & his Orchestra                                       | Baby, It's Cold Outside (From the MGM-Picture "Neptune's Daughter") Frank Loesser                                            | 14.05.1949    | 19     | 4  | Capitol 57-567            | Version des Stückes aus der MGM-Produktion Neptuns Tochter (1949). |
| Tex Williams with Orchestra                                                                             | Life Gits Tee-Jus, Don't It? Carson Robison                                                                                  | 08.01.1949    | 1      | 28 | Capitol 15 271            | |
| Hugo Winterhalter & his Orchestra & Choir                                                               | Blue Christmas Billy Hayes, Jay W. Johnson                                                                                   | 24.12.1949    | 1      | 24 | Columbia 38 635           | |
| Frankie Yankovic & his Yanks, Vocal Chorus by the Marlin Sisters & Johnny Pecon                         | Blue Skirt Waltz Mitchell Parish, Václav Bláha                                                                               | 05.03.1949    | 23     | 14 | Columbia 12 394           | |
| Yogi Yorgesson with the Johnny Duffy Trio                                                               | I Yust Go Nuts At Christmas Harry Stewart                                                                                    | 10.12.1949    | 3      | 9  | Capitol 57-781            | Yogi Yorgesson ist eine Kunstfigur des US-amerikanischen Komikers Harry Stewart (1908-1956), der das Bild des sogenannten Schwedenamerikaners karikiert. |
| Yogi Yorgesson with the Johnny Duffy Trio                                                               | Yingle Bells James Lord Pierpont, Harry Stewart                                                                              | 17.12.1949    | 2      | 13 | Capitol 57-781            | B-Seite von I Yust Go Nuts At Christmas. |